# Hirschbichl (Pass)
Der Hirschbichl (auch Mooswacht oder Hirschbühel genannt) ist ein 1183 m ü. A. hoher Pass in den Berchtesgadener Alpen, nur 40 Meter südwestlich der bayerischen Grenze; die Passhöhe liegt im Pinzgau in Österreich. An der Grenze steht ein aus einem Zollwachhaus hervorgegangener Alpengasthof mit einer 1849 erbauten Kapelle (Lage).

## Lokalisation

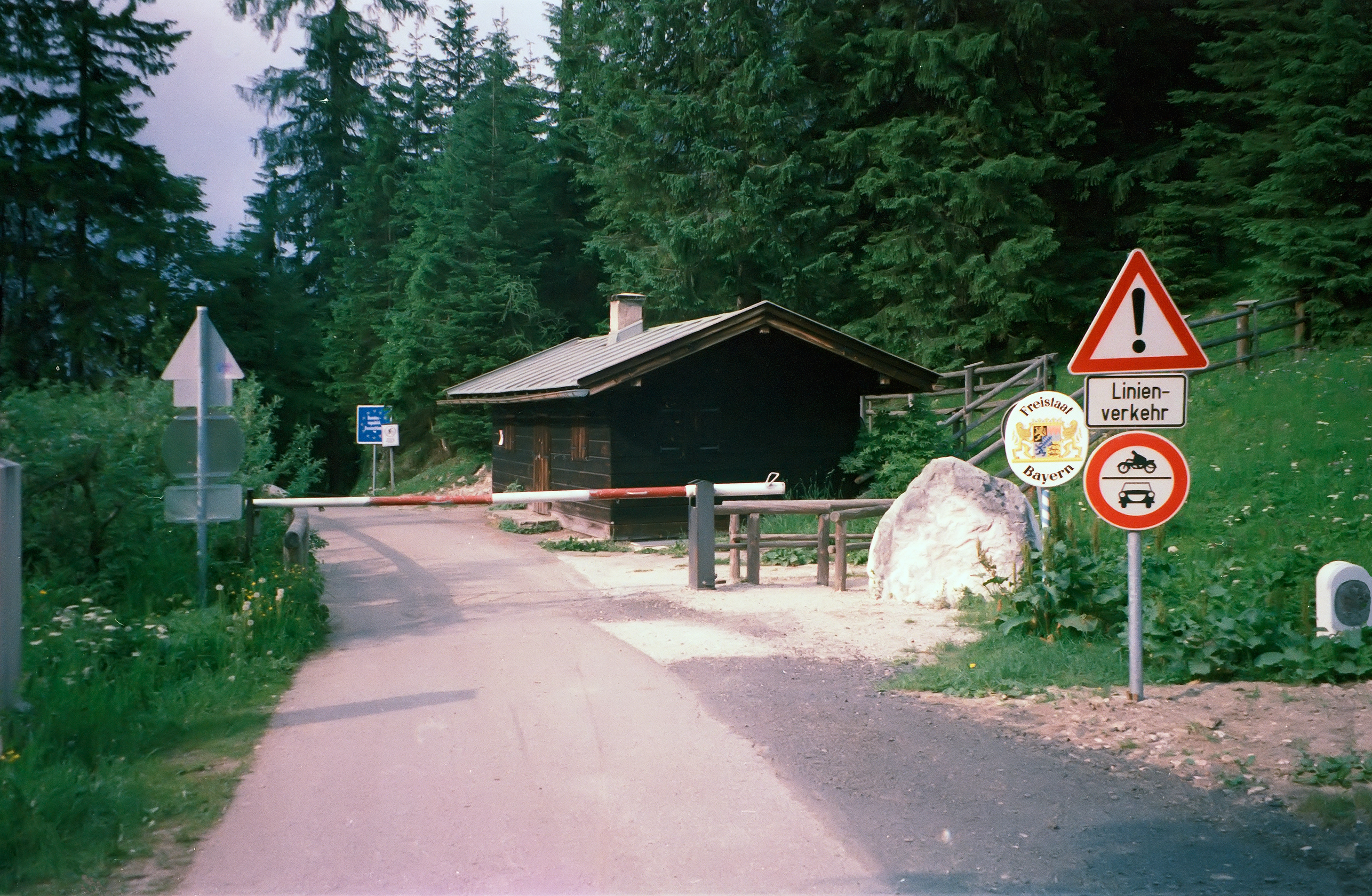
Blick vom österreichischen zum deutschen Staatsgebiet (1999) — mit dem näher zur Grenzlinie versetzten Schlagbaum

Vom Hintersee in Ramsau folgt die Passstraße 6,5 km dem Klausbach im Klausbachtal erst flach, dann aber immer steiler hinauf zur Passhöhe. Steigungen bis 30 % sind markiert. Die Passhöhe selbst liegt auf einem flachen Stück Straße im Wald. Auf der Südseite führt sie, ebenfalls steil, durch das Hintertal nach Weißbach bei Lofer. Auf bayerischer Seite liegt die Straße im Nationalpark Berchtesgaden und ist für den privaten Kraftfahrzeugverkehr gesperrt. Von Mai bis Oktober verkehrt ein Alm-Erlebnisbus von beiden Seiten über den Pass. Eine Befahrung des Passes mit dem Fahrrad ist möglich.
Auf österreichischer Seite der Grenze liegt der Distrikt Koglperngericht des Reviers Falleck der Bayerischen Saalforste.

## Geschichte des Hirschbichls
Der Saumweg über den Hirschbichl diente seit dem 13. Jahrhundert der Ausfuhr des Schellenberger und Halleiner Salzes nach Tirol. Die sogenannte Mooswacht wurde zu einer Salzburger Passbefestigung ausgebaut. Im Winter 1712 wurden hier 115.000 Stock Salz über den Pass transportiert. Eine militärische Bedeutung hatte der Pass erstmals während des Salzburger Bauernaufstandes von 1525/26. Damals überschritt der ehemalige Bauernführer Michael Gruber, der aber in das Lager des Erzbischofs Matthäus Lang von Wellenburg gewechselt war, den Pass. Durch seinen Einfall in den Pinzgau konnte er das ganze Land um Lofer erobern.
Der Wachter am Hirschbichl hatte in Personalunion auch die Funktion des Jägers von Frohnwies inne. Erst 1750 wurden beide Ämter getrennt, da der Pass seit 1742 fortifikatorisch bedeutsam ausgeweitet worden war. Der Übergang wurde durch Palisaden abgesichert, das Holz dazu konnte aufgrund des Forstrezess von 1734 von Berchtesgadener Wäldern geholt werden. 1744 wurde ein drittes Blockhaus errichtet. Während des Österreichischen Erbfolgekrieges ordnete die Landes-Defensionskonferenz an, dass das Holzhäusl bei der Wasserschleuse mit Schießscharten ausgestattet und ganz mit Palisaden umgeben werden sollte.
Von den heute noch vorhandenen Baulichkeiten stammt der Viehstall von 1757. Das Wachthaus wurde 1759 um einen Raum vergrößert. Bereits 1738 war hier ein Bierausschank eröffnet worden, was zu Beschwerden durch die Wirte von St. Martin und Frohnwies geführt hatte. Die Hofkammer entschied 1742 aber zu Gunsten des Wirtes, da sein Einkommen sonst zu gering sei. Eine rechtliche Grundlage für den Bierausschank wurde 1805 geschaffen, damals wurde das Wachthaus zu einem Gasthaus umgebaut und mit einer Gastgewerbekonzession ausgestattet.
1809 war der Hirschbichl während der Franzosenkriege ein wichtiges Glied in der Verteidigungslinie zwischen den Pässen Strub und Lueg. Die Pinzgauer Schützen standen unter dem Kommando des Anton Rauchenbichler und konnten die Angriffe der Bayern abwehren. Erst nachdem die österreichischen Truppen den Pass Lueg geräumt hatten, wurden auch die Stellungen am Hirschbichl aufgegeben.
Seit der Gründung der Wallfahrtskirche Maria Kirchental (erbaut 1694–1701) im weiter westlich gelegenen Kirchental führt ein Pilgerweg von Berchtesgaden über den Hirschbichl zur Gemeinde Sankt Martin bei Lofer. Verschiedene Kapellen, darunter auch die auf der Passhöhe, zeigen den Verlauf an.